# Cathédrale d'Aalborg
La cathédrale Saint-Budolphe est une cathédrale luthérienne de la ville d'Aalborg, dans le Jutland du Nord, au Danemark.

## Histoire

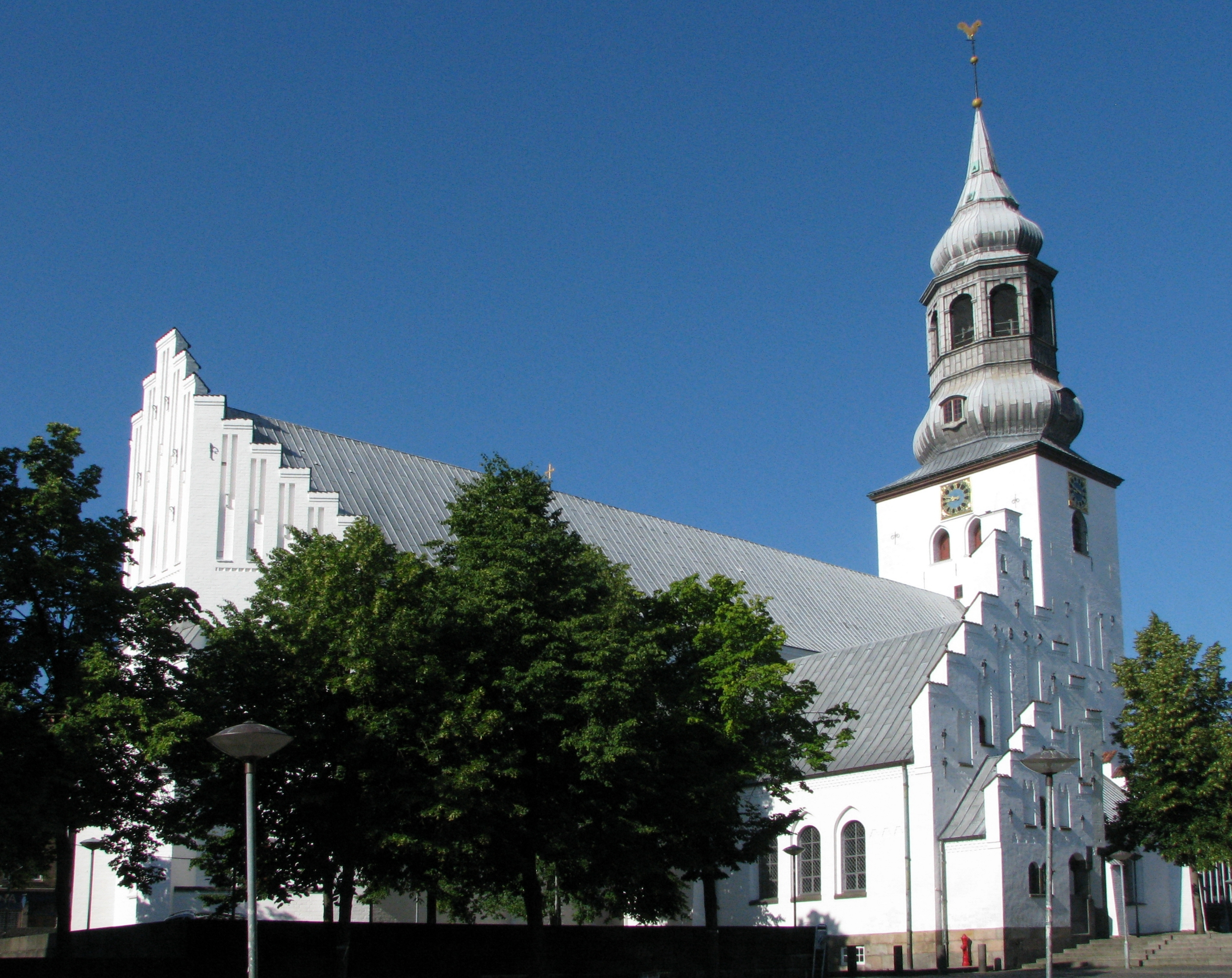
Cathédrale Saint-Budolphe (côté nord)

Au milieu du Xe siècle, Aalborg était déjà une ville située sur les routes commerciales entre la Mer du Nord et la Mer Baltique. Elle est peu à peu devenue le centre régional du commerce dans le nord de la péninsule du Jutland. Ceci est notamment attesté par la présence de Lindholm Høje, grand cimetière viking au nord de la ville.
Les missionnaires chrétiens sont probablement arrivés au IXe siècle. En 948, le Danemark fut divisé en diocèses et Aalborg rattachée à l'ancien diocèse de Viborg (en). Il ne reste aucune trace des premières églises locales.
Dans la crypte de la cathédrale se trouvent des pierres qui datent de la construction d'une église en 1132, sous la direction de l'évêque Eskil de Viborg. Elle était beaucoup plus petite avec une nef courte et un chœur construits en style roman.
L'actuelle cathédrale a été construite dans les dernières années du XIVe siècle. Elle apparaît pour la première fois dans l'atlas du Danemark en 1399. Elle a été dédiée à Botwulf, un abbé anglais saint patron des fermiers et des navigateurs.
L'édifice est de style gothique et construit en brique. La nef et le chœur mesurent 56 m de long pour 22 de large.